# Jin
|  | Per a altres significats, vegeu «Jin (desambiguació)». |

Kim Seokjin (en hangul, 김석진), va néixer el 4 de desembre del 1992 a Gwacheon a Corea del Sud. Més conegut pel seu nom artístic Jin, és cantant, actor, model, compositor i ballarí. Apart d'això és integrant de BTS, on ocupa el lloc de vocalista, ballarí i visual des del 2013.
Jin ha coescrit i llançat tres cançons en solitari amb BTS: Awake (2016), Epiphany (2018) i Moon (2020) les quals totes han entrat en la llista digital Gaon de Corea del Sud. En el 2019 va llançar la seva primera cançó independent Tonight. També va aparèixer en la banda sonora de Hwarang (2016) amb el seu company de grup V.
A part de cantar Jin ha participat en alguns programes de televisió com a presentador de Corea del Sud entre el 2016 i el 2018.
En el 2018 va rebre l'Orde de Mèrit Cultural per part del president sud-coreà, amb els membres de BTS per la seva contribució a la cultura coreana.

## Primers anys i educació
Kim Seokjin (Jin) va néixer el 4 de desmembre de 1992 a Gwacheon, província Gyeonggi, Corea del Sud. La seva família està formada per la seva mare, el seu pare i el seu germà gran.
Quan anava a l'institut, Jin va ser vist actuar per l'empresa de K-pop sud-coreana "SM Entretainment" al carrer, però va rebutjar la oferta en aquell moment perquè pensava que era una estafa. Principalment volia ser actor i va assistir a la Universitat de Konkuk i es va graduar amb el títol d'art i actuació el 22 de febrer de 2017.
Actualment està inscrit en l'escola de postgrau "Hanyang Cyber University" per estudiar altres àrees a part de la música.

## Vida privada
Es sap que va obrir un restaurant al estil japonès a Seül amb el seu germà el 2018, anomenat Ossu Seiromushi.

## Artista
Jin és tenor, sap tocar la guitarra i actualment està practicant el piano. En la novel·la "BTS: The Review" de Kim Young-dae (2019), membres dels premis Grammy han descrit la seva veu com una amb gran estabilitat de control respiratori i fort falset, anomenant-lo "veu de plata".
El periodista Choi Song-hye, escrivint per "Aju-News", va escriure que sencills de BTS com "Spring Day" i "Fake Love" mostraven l'estabilitat vocal de Jin, entre que la cançó "Jamais Vu" mostrava el seu potencial emocional.
Hong Tye-min de "The Korea Times" va descriure la seva veu com "tendra, dolorosa, [i] lliure" i el considera que és un "element destacat" a la balada en solitari "Epiphany".
El crític Park Hee-a, quan discutia sobre "Epiphany", va afirmar que Jin "canta amb les emociona més sentimentals" en les cançons de Love Yourself: Answer. En una revisión de "Fake Love", Park va dir que la veu de Jin "demostrava l'eficàcia de la cançó".

## Carrera

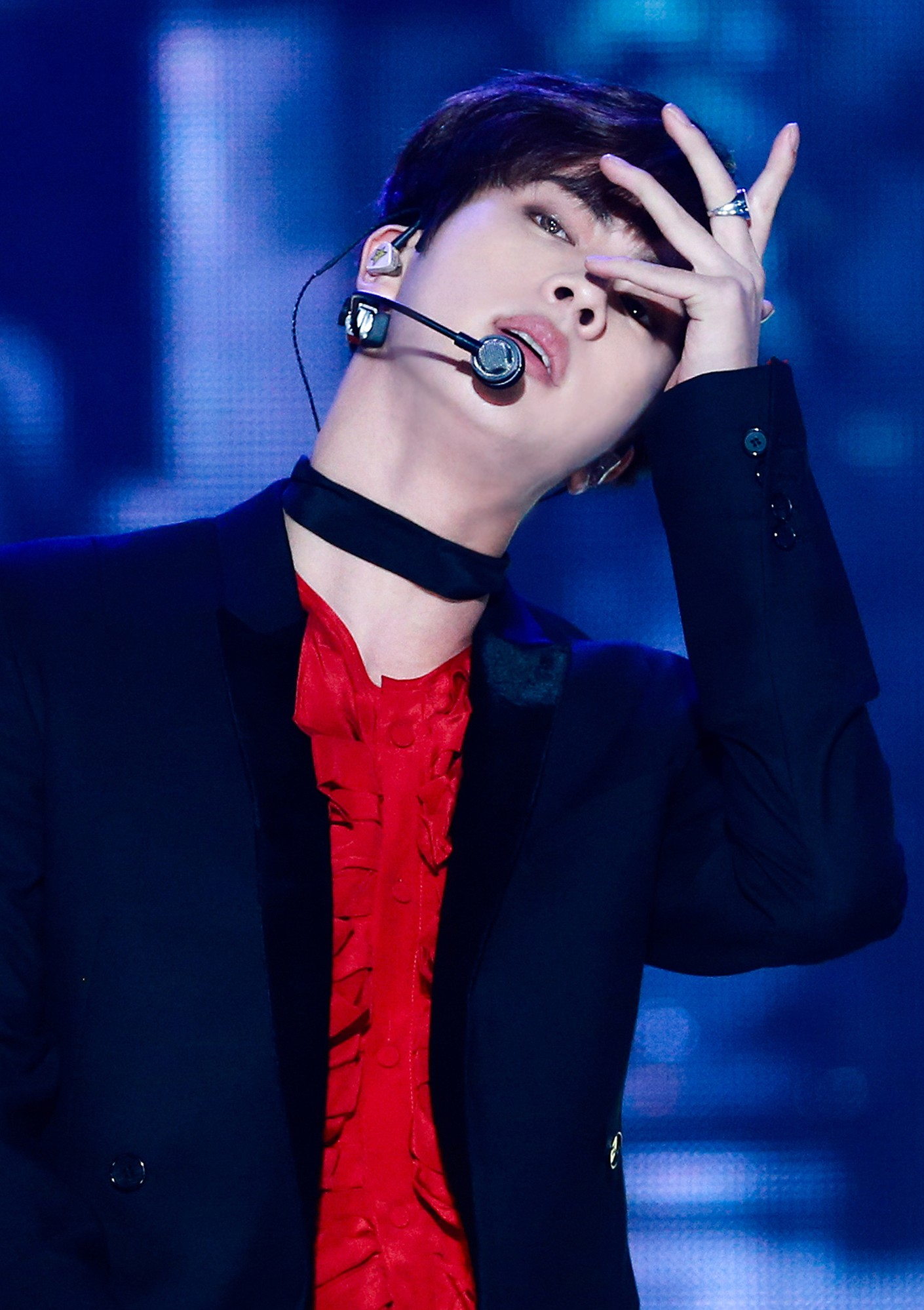

### 2013 - actualitat:BTS
Va ser descobert pel seu atractiu físic mentre caminava pel carrer. A partir d'allò va ser convidat a realitzar una audició per Big Hit Entertainment. En aquell moment Jin estava estudiant actuació i no tenia cap estudi en la música, per tant va audicionar per Big Hit com actor abano de convertir-se en un aspirant a idol. El 13 de juny del 2013 Jin va debutar com a membre de BTS en M! Countdown amb la cançó No more Dream del seu primer àlbum 2 Cool 4 Skool. Tot i que mai havia escrit cançons, va participar en la producció del seu solo Awake, de l'àlbum Wings; la cançó va arribar al lloc 31 de la Gaon Music Chart i la sisena plaça a la llista "Billboard World Digital Singles". En desembre del 2016 va publicar la versió nadalenca de Awake a SoundCloud.
El 9 d'agost de 2018 va sortir el tràiler del nou àlbum de BTS amb una cançó anomenada Epiphany. Va ser descrita com una "melodia pop-rock" per Billboard, la qual és un solo de Jin amb lletres que tracten conceptes sobre l'acceptació i amor propi. La versió completa del tema va ser publicada per primera vegada en l'àlbum Love Yourself Answer. Aquesta va arribar al número 30 en la llista Gaon Music Chart i en quarta posició a la "Billboard World Digital Singles". A l'octubre va rebre l'Orde de Mèrit amb els altres mebres de BTS.
Va publicar la seva tercera cançó en solitari amb BTS, Moon, al 2020 per l'àlbum Map of the Soul: 7. L'escriptor Jae-Ha Kim va descriure "Moon" com una cançó pop poderosa dedicada a ARMY, els fans de BTS. "Moon" va arribar al número 1 en la llista Gaon Digital Chart i número 2 al Billboard's US World Digital Singles Chart.
Al 2020 amb la cançó "Dynamite" va ser nominat amb el seu grup als premis Grammy com a Millor Dúo/ Grup.

### 2015 - actualitat: Activitat en solitari
Va col·laborar amb V, per la banda sonora del drama històric Hwarang: The Poet Warrior Youth, amb el tema It's Definitely You. També va participar amb un altre membre del grup Jungkook, en una versió alternativa de So Far Away del mixtape de Agust D de Suga. Els covers en solitari que ha fet inclouen: Mom de Ra.D, I Love You de Mate i In Front Of The Post Office In Autumn, original de 1994 de Yoon Do-hyun. També ha fet varies aparicions com a presentador en programes coreans com Music Bank.
En el 2018 es va posicionar en el lloc número 11 d'una enquesta duta a terme per Gallup Corea, com uns dels ídols més preferits.
El 4 de juny del 2019, va llançar la seva primera cançó independent Tonight com part del BTS Festa 2019, es un esdeveniment en el que se celebra l'aniversari del debut de BTS. La balada acústica la va compondre Jin amb els productors de "Big Hit Entertainment", "Slow Rabbit" i "Hiss Noise". La lletra va ser escrita per Jin i el líder de BTS RM, i està inspirada en la relació que té Jin amb les seves mascotes. La cançó va rebre una recepció generalment positiva.
El 3 de desembre del 2020, va llançar la seva segona cançó en solitari Abyss un dia abans de complir 28 anys. La blada acústica va ser composta per Jin i RM, amb els productors BUMZU i Pdogg. La lletra va ser composta per Jin, RM i BUMZU, es va inspirar en els sentiments d'ansietat, dubte i esgotament de Jin. En una publicació en el blog oficial de BTS, Jin va parlar sobre les seves inseguretats respecte a la música i com aquelles emocions més fosques el van portar a escriure i llençar la cançó.

## Altres activitats

### Influència

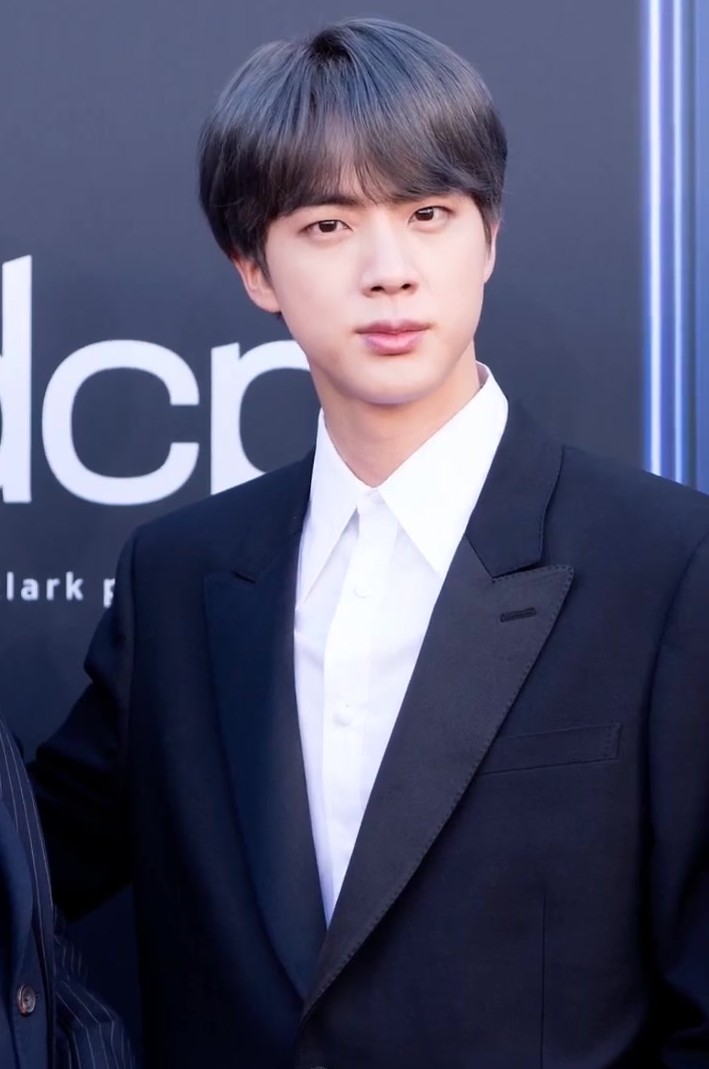

El 2019, va ser classificat com el 13è ídol més popular i el 6è entre les noies de 13-19 anys a Corea del Sur, a través de les dades recopilades per la companyia d'anàlisi "Gallup Korea".

### Filantropia
Al desembre del 2018 va donar diversos subministraments a l'Associació Coreana de Benestar Animal en el seu aniversari, en els quals hi havia: menjar, llençols, i plats per l'organització. El mateix dia va donar 321 kg. de menjar als Defensors dels drets dels animals de Corea (KARA).
Des del maig del 2018, ha sigut un donant de UNICEF Korea, demanant que les seves donacions es mantinguin privades.

## Discografia

### Cançons en llista
| «Awake»                                                                            | 2016 | 31 | — | 6 | —  | - COR: 105 382 | Wings                           |
| «Epiphany»                                                                         | 2018 | 30 | 5 | 4 | 54 | - EUA: 10 000+ | Love Yourself: Answer           |
| Bandes sonores                                                                     |      |    |   |   |    |                |                                 |
| «It's Definitely You» (amb V)                                                      | 2017 | 34 | — | 8 | —  | - COR: 76 657+ | Hwarang: The Poet Warrior Youth |
| "—" indica obres que no van entrar en la llista o no van ser llençades a la regió. |      |    |   |   |    |                |                                 |

Altres cançons
| Any  | Títol                    | Format                         | Notes                                                                          |
| ---- | ------------------------ | ------------------------------ | ------------------------------------------------------------------------------ |
| 2013 | «Adult Child»            | Descàrrega digital i streaming | Amb RM i Suga                                                                  |
| 2016 | «Awake» (Christmas ver.) | Descàrrega digital i streaming | Remix de Nadal de la cançó «Awake» de BTS del àlbum Wings                      |
| 2017 | «So Far Away» (cover)    | Descàrrega digital i streaming | Amb Suga i Jungkook, un rellançament de la cançó original amb Suran            |
| 2019 | «Tonight» (이 밤; I bam) | Descàrrega digital i streaming | Llançada com a part de l'esdeveniment per l'aniversari de BTS (Festa) del 2019 |
| 2020 | «Abyss»                  | Descàrrega digital i streaming | Cançó d'aniversari del 2020                                                    |

### Composicions
Totes les cançons han sigut adaptades de la base de dades de la Korea Music Copyright Association.
| Any  | Cançó                       | Àlbum                                            | Artista |
| ---- | --------------------------- | ------------------------------------------------ | ------- |
| 2013 | «Outro: Circle Room Cypher» | 2 Cool 4 Skool                                   | BTS     |
| 2015 | «Outro: Love Is Not Over»   | The Most Beautiful Moment in Life, Part 1        | BTS     |
| 2015 | «Boyz with Fun»             | The Most Beautiful Moment in Life, Part 1        | BTS     |
| 2016 | «Love Is Not Over»          | The Most Beautiful Moment in Life: Young Forever | BTS     |
| 2016 | «Awake»                     | Wings                                            | BTS     |
| 2019 | «Tonight» (이 밤; I bam)    |                                                  | Jin     |
| 2020 | «Moon»                      | Map of the Soul: 7                               | BTS     |
| 2020 | «In the Soop»               |                                                  | BTS     |
| 2020 | «Stay»                      | Be                                               | BTS     |
| 2020 | «Abyss»                     |                                                  | Jin     |

## Filmografia

### Tràilers i vídeos curts
| Any  | Títol    | Director                 |
| ---- | -------- | ------------------------ |
| 2016 | Awake #7 | Yong-seok Choi (Lumpens) |
| 2018 | Epiphany | Yong-seok Choi (Lumpens) |

### Televisió
| Any  | Cadena | Programa                         | Paper       | Notes                                                                                       |
| ---- | ------ | -------------------------------- | ----------- | ------------------------------------------------------------------------------------------- |
| 2016 | SBS    | Inkigayo                         | Presentador | Amb RM, Kei i Mijoo (Lovelyz)                                                               |
| 2016 | Mnet   | M Countdown                      | Presentador | Amb Jimin                                                                                   |
| 2017 | Mnet   | M Countdown                      | Presentador | Amb Jimin i J-Hope                                                                          |
| 2017 | SBS    | Law of the Jungle en Kota Manado | Ell mateix  | Capítols 247-251                                                                            |
| 2017 | KBS    | KBS Song Festival                | Presentador | Amb Sana (Twice), Chanyeol, Irene, Solar, Mingyu (Seventeen), Yerin (GFriend) i Kang Daniel |
| 2018 | KBS    | Music Bank                       | Presentador | Amb Solbin (Laboum)                                                                         |
| 2018 | KBS    | KBS Song Festival                | Presentador | Amb Dahyun (Twice) i Chanyeol                                                               |

## Premis i nominacions
| Any  | Premis                 | Receptor                            | Categoria  | Resultat |
| ---- | ---------------------- | ----------------------------------- | ---------- | -------- |
| 2017 | 9th Melon Music Awards | «It's Definitely You» (Hwarang OST) | Millor OST | Nominat  |